# Neoencyclops brezinai
Neoencyclops brezinai là một loài bọ cánh cứng trong họ Cerambycidae.